# Ashville (Nueva York)
Ashville es un área no incorporada (o conocidas como aldea) ubicada en el condado de Chautauqua en el estado estadounidense de Nueva York. Ashville se encuentra ubicada dentro de los pueblos de North Harmony y Busti. Se encuentra al suroeste del estado, cerca del lago Erie y la frontera con Pensilvania.

## Geografía
Ashville se encuentra ubicada en las coordenadas 42°05′47″N 79°22′32″O / 42.09639, -79.37556.